# Pseudopanthera argillea
Pseudopanthera argillea là một loài bướm đêm trong họ Geometridae.